# 1969 في بلجيكا
فيما يلي قوائم الأحداث التي وقعت خلال عام 1969 في بلجيكا.

## رياضة
- 1 يناير – بطولة العالم لسباق الدراجات على الطريق 1969
- 1 يناير – بطولة العالم للدراجات على المضمار 1969
- 1 يناير – طواف فلاندرز 1969

## مواليد

### فبراير
- 22 فبراير – مارك فيلموتس لاعب كرة قدم بلجيكي.
- 23 فبراير – مارك ووترس درّاج طريق بلجيكي.

### مارس
- 3 مارس – هانز دي كليرك درّاج طريق بلجيكي.
- 23 مارس – يوري مولدر

### يوليو
- 3 يوليو – ستيفان فان در هايدن لاعب كرة قدم بلجيكي.

### سبتمبر
- 15 سبتمبر – بارت ويوتس لاعب كرة مضرب بلجيكي.

### نوفمبر
- 3 نوفمبر – إريك سترويلينس
- 19 نوفمبر – فيليب آدامز

### ديسمبر
- 13 ديسمبر – جاكي بيترز لاعب كرة قدم بلجيكي.

## وفيات

### يناير
- 30 يناير – دومينيك بير (مواليد 1910) ثيولوجي بلجيكي.

### سبتمبر
- 3 سبتمبر – ريكمانس (مواليد 1887)

### أكتوبر
- 7 أكتوبر – ليون سيور (مواليد 1888) درّاج طريق بلجيكي.